# Pablo Brandán
Pablo Daniel Brandán (Merlo, 5 marzo 1983) è un ex calciatore argentino, di ruolo centrocampista.

## Palmarès
- Coppa di Romania: 1

Steaua Bucarest: 2010-2011